# Rumex peruanus
Rumex peruanus, llamada comúnmente como putaga, putaqa, yakupa maman (la Madre del agua), yaku qayaq (la que llama al agua) es una especie de planta de la familia de Polygonaceae, del género Rumex.
Esta planta se puede encontrar en los Andes, crece en las nacientes de los ríos (puquios) y en bofedales. El área de distribución nativa de esta especie abarca desde Colombia (Caldas) hasta Perú. Es una planta perenne que crece principalmente en el bioma tropical montano.